# António Maria Eurico Alberto Fiel Xavier
António Maria Eurico Alberto Fiel Xavier (Goa, Nova Goa, 24 de Abril de 1881 - ) foi um político, advogado, jornalista e maçom português.

## Biografia
Filho de Francisco João Xavier e de sua mulher Matilde de Abreu.
Pertenceu à Maçonaria, tendo sido iniciado em data desconhecida de 1906 na Loja Pátria, afecta ao Grande Oriente Lusitano Unido, com o nome simbólico de Robespierre.
Formou-se em Direito pela Faculdade de Direito da Universidade de Coimbra em 1908, participando na Greve Académica de 1907.
Exerceu Advocacia em Lisboa e dedicou-se ao Jornalismo.
Já depois da Revolução de 5 de Outubro de 1910, exerceu as funções de Administrador do 4.º Bairro de Lisboa, Secretário-Geral do Ministério das Finanças e Director-Geral da Fazenda Pública.
Dirigiu o "Diário da Tarde" e colaborou em vários outros periódicos.
Foi eleito Deputado nas eleições extraordinárias de 1913, em 1915, em 1919, 1921 e 1922 pelo Círculo Eleitoral de Estremoz, transitando das listas do Partido Democrático para as do Partido Reconstituinte na década de 1920.
Em 1924 exerceu, por algum tempo, o cargo de Administrador Geral da Casa da Moeda.
A transição da República para o Estado Novo, não diminuiu a sua intervenção junto do Poder, visto que se tornou um dos colaboradores de António de Oliveira Salazar, quando este geriu a pasta do Ministério das Finanças.
Entre 1933 e 1947, foi Juiz Conselheiro do Tribunal de Contas, cargo do qual se reformou voluntariamente.
Entre 1940 e 1947, foi Comissário-Adjunto do Governo na Companhia dos Caminhos de Ferro Portugueses.
Ocupou, ainda, a Presidência do Conselho Fiscal da Caixa Geral de Depósitos, Crédito e Previdência, e das Lotarias da Santa Casa da Misericórdia de Lisboa.
Publicou diversos trabalhos de ensaio, Direito, Política, literatura, etc.